# Виступ полуботківців

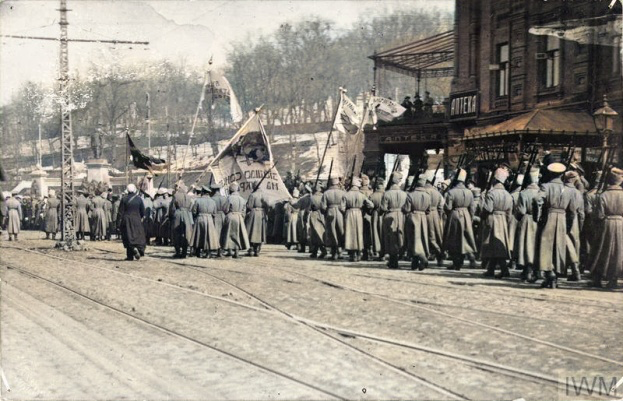
Полуботківці у середмісті Києва

Ви́ступ полубо́тківців — збройний виступ вояків Другого українського полку імені гетьмана Павла Полуботка та членів Українського військового клубу імені Полуботка з метою проголошення самостійності України, що відбувся у ніч з 4 (17) на 5 (18) липня 1917 року. Виступ мав соціальні та політичні причини. Вояки-полуботківці страждали від нестачі продовольства, медикаментів, поганих умов проживання. Політичними причинами заколоту стала нерішуча національна та військова політика Української Центральної Ради. У вирі повстання опинилися понад 10 тисяч озброєних вояків та більша частина киян. Тим не менш, завдяки злагодженим та скоординованим діям Центральної Ради та керівництва Київського військового округу (КВО), виступ було придушено, а його учасників вислано на фронт. Вважається, що ідеологом та натхненником виступу був Микола Міхновський, хоча не існує жодного документу, який би вказував на його участь у цих подіях. Виступ відбувся одночасно із заворушеннями у Петрограді («Липневі дні»).

## Причини та передумови протесту
Навесні 1917 року перед тогочасним українським політикумом та громадськістю гостро постали дві проблеми: пошук розв'язання питання про українську державність і його складову — формування власних збройних сил. Керівники українського національного руху, лідери Центральної Ради після Лютневої революції вважали основною своєю метою досягнення широкої національно-територіальної автономії України у складі демократичної федеративної республіки Росії. Чи не з найбільшою повнотою та лаконічністю ця позиція була сформульована у рішеннях Всеукраїнського Конгресу (6—8 квітня 1917 р.):
«1. Згідно з історичними традиціями і сучасними реальними потребами українського народу, з'їзд визнає, що тільки національно-територіальна автономія України в стані забезпечити потреби нашого народу і всіх інших народів, що живуть на українській землі.
2. Автономний устрій України, а також і інших автономних областей Росії, знайде цілковиту гарантію для себе в федеративному устроєві Росії, через що єдиною відповідною формою державного устрою для Росії з'їзд визнає федеративну демократичну республіку, а одним з головніших принципів української автономії — повну гарантію прав національних меншостей, що живуть на Україні»
Цей курс Центральна Рада втілила у перших своїх Універсалах, відстоювала у конкретних політичних кроках, у змаганнях з Тимчасовим урядом, шовіністичними партіями, пропагувала у масах. А логічною складовою цього курсу були зусилля щодо розвитку національної свідомості серед солдатських мас, їх згуртування під національними лозунгами, спроб створення українізованих військових частин.

### Проблема українізації війська та протистояння з ЦР

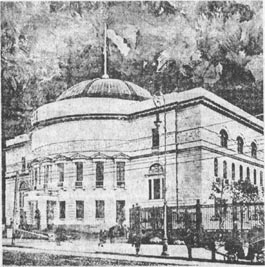
Будівля Центральної Ради

Щодо цього напрямку Центральна Рада, дотримуючись реформаційних засад, виявляла обережність, розраховувала на поступовість, легітимізацію процесу будівництва власних збройних сил. Слід враховувати і те, що в умовах продовження Першої світової війни Центральна Рада не вдавалась до форсування подій не стільки з прагнення неодмінно йти в фарватері політики російського Тимчасового уряду, а й з небажання дестабілізувати обстановку у країні й на фронті, створювати практично невідворотне напруження, а то й викликати репресії. Лідери Центральної Ради сподівалися, що з часом суспільна свідомість буде підготовлена до широкомасштабної українізації армії і тоді центральний уряд, який до того ж зможе вже переконатися у боєздатності перших українських частин і їх позитивному внеску у зміцнення фронту, дасть згоду на реалізацію планів творення військових формувань на національній основі.
Однак, розважливість, повільність у діях Центральної Ради ввійшли у певну суперечність з самим духом революційної доби. Солдати-українці з захопленням сприймали заклики Центральної Ради до гуртування, проте вони виявляли нетерпіння, ставали на шлях створення українських частин явочним порядком. Певну роль тут відіграла і поширювана у середовищі військ самостійницька ідеологія, що вимагала негайного оголошення України самостійною державою з власними національними збройними силами.
Яскравим проявом зазначених суперечностей стало створення Першого українського козацького запасного піхотного полку імені Богдана Хмельницького у квітні 1917 року.

#### Перший Всеукраїнський військовий з'їзд
Дедалі виразніше ці супереченості дали себе знати в дебатах на І Всеукраїнському військовому з'їзді (Київ, 5—8 травня 1917 року), коли представникам Центральної Ради, українських національних партій довелось буквально гасити радикалізм значної частини делегатів та боротись за пом'якшення формулювань рішень, що ухвалювались.
Тим не менш з'їзд висловився за негайну реорганізацію армії за національно-територіальним принципом та потребу формування української національної армії. Для практичного керівництва процесами формування національних збройних сил при Центральній Раді було утворено Український Генеральний Військовий Комітет (УГВК) у складі 18 осіб (серед них — Симон Петлюра, Володимир Винниченко, Микола Міхновський). Головою комітету став Петлюра. Але в УГВК не було і не могло бути єдності у поглядах на шляхи і темпи будівництва як української державності, так і збройних сил.
Самостійницьку лінію, схильність до радикалізму в УГВК уособлював Микола Міхновський. Йому протистояв передусім Володимир Винниченко, а у Центральній Раді і Михайло Грушевський, які не лише не поділяли поглядів Міхновського, але й вважали їх об'єктивно шкідливими, навіть злочинними для тогочасного етапу українського державотворення. До цього ж крила формально належав і Симон Петлюра, хоча відкрито не підтримував, а у приватних розмовах теж схилявся до повної незалежності України.

#### Робота УГВК

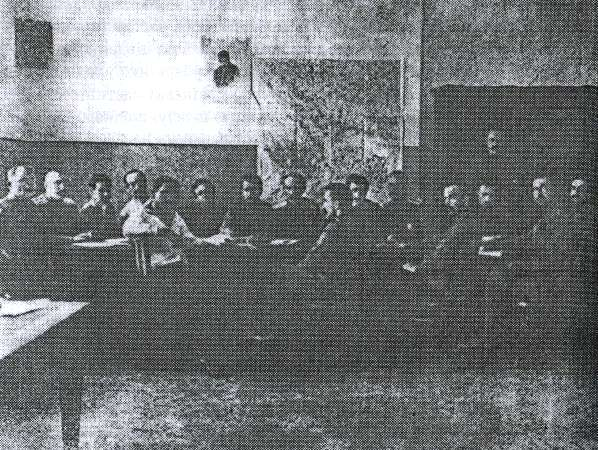
Засідання Українського Генерального Військового Комітету

Отож, не зважаючи на чистоту задуму членів Українського Генерального військового комітету, загалом цьому органу було дуже нелегко працювати: члени комітету не могли дійти внутрішньої згоди і ефективно, оперативно діяти у щонайскладнішій обстановці революційного часу. Симон Петлюра на практиці багато в чому, особливо у найпринциповіших питаннях, діяв не стільки згідно з тодішніми поглядами і позицією керівництва Центральної Ради, скільки відповідно до свого поривчастого, імпульсивного характеру, схильності до гучних ефектів. Він нерідко здійснював вчинки, видавав документи, радикалізм яких виділяв його серед інших Генеральних секретарів і мав великий вплив на настрої наелектризованих мас. Основна ж частина членів УГВК взагалі була мало підготовлена до ролі, що їм припала: вони або ж були взагалі цивільними людьми, або малокваліфікованими військовими фахівцями, що посідали нижчі офіцерські чини, та й то одержані здебільшого в умовах тотального призову на штабну службу у роки війни.
Ситуація погіршувалася антидемократичними та антиукраїнськими заходами та рішеннями, до яких вдавався Тимчасовий уряд, окремі його міністри, військове начальство, шовіністичні партії.
Всі ці події різко негативно впливали на стихійний український військовий патріотичний рух, настрої якого постійно підігрівалися чисельними виступами у пресі. Саме у такій обстановці і починалися події, пов'язані з полуботківцями.
Зважаючи на постійні домагання діячів українського національно-визвольного руху, військовий міністр Росії врешті-решт дав усну обіцянку провести українізацію трьох армійських корпусів. І хоч це не було закріплено ще офіційним рішенням, звістка дістала широкого розголосу. На місцях здебільшого її сприйняли як сигнал до гуртування новобранців в окремі українські частини для поповнення саме українських корпусів.

#### Грушківці

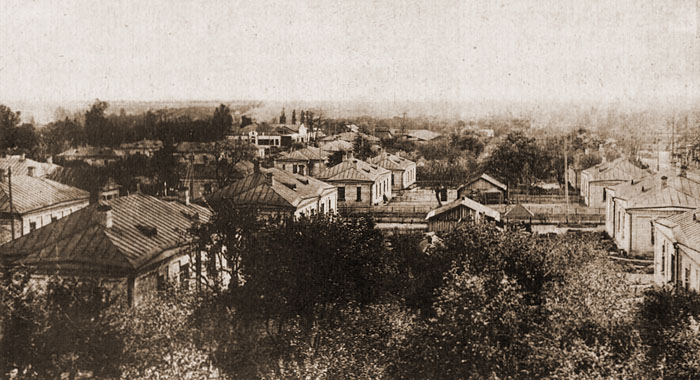
Робітниче поселення у Грушках, поч. ХХ ст

За таких обставин, не бажаючи вгамовувати ентузіазм солдатів-українців, натхненний прикладом першого, богданівського, полку, УГВК вирішив створити ще одну військову одиницю. Саме в цей час, в середині травня 1917 року, в Чернігові скупчилася значна кількість новобранців-українців. Під впливом агітації самостійницьких елементів, в тому числі і прибулих з Києва (вважається, що цими агітаторами були члени військового клубу імені Полуботка), солдати почали самочинно гуртуватися в український полк. УГВК вирішив якомога швидше відправити його на фронт і розпочав відповідну підготовчу роботу.
У двадцятих числах травня кілька ешелонів чернігівських новобранців прибули до Києва. Розмістились вони разом з прибулими з інших регіонів, зокрема з Пензи, солдатами на розподільчому пункті в селі Грушки, що знаходився по Брест-Литовському шосе поблизу Києва. Тут підготовча робота до їх відправки на фронт як української частини (а всього тут зосередилось більше 5 тис. чоловік) була продовжена, набула нового розмаху.
Однак досить швидко з'ясувалось, що ситуація виходить з-під контролю УГВК. Більше того, новобранці дедалі активніше відмовлялись виконувати розпорядження комітету, особливо його вимогу готуватися до відбуття на фронт. Однією з причин стало те, що в число прибулих з Чернігова потрапило 62 злочинці-каторжники та 20 колишніх жандармів. Частина новобранців виявляла елементарну недисциплінованість. Як ті, так і інші почали вмовляти всіх солдатів відмовитись від'їжджати на позиції, а залишитись у Києві, «щоб тут захищати свободу України».
«Фронт наш в Києві, - говорили ці агітатори, — ми повинні тут захищатись».
Отож, грушківці серйозно вагались. У цій ситуації нерішучість виявили і УГВК та Центральна Рада. Саме у цей час вони потрапили у надзвичайно складну ситуацію.

#### Другий Всеукраїнський військовий з'їзд
До Києва вже прибували делегати Другого Всеукраїнського військового з'їзду, коли надійшло повідомлення про рішення військового міністра Тимчасового уряду Олександра Керенського заборонити його проведення. Солдати-українці, зібрані в Грушках, скористались (за пізнішим зізнанням Симона Петлюри) сприятливим приводом — необхідністю захисту з'їзду, хоч їх ніхто про це й не просив, для того, щоб надалі залишитись у Києві. Нехтуючи погрозами Керенського, Центральна Рада зважилась на проведення військового з'їзду. Очевидно, за іншого рішення з'їзд все одно відбувся б, але вже, напевне, без участі Центральної Ради. Це досить переконливо довело проведене 4 червня 1917 року у Троїцькому народному домі віче за участю делегатів Другого Всеукраїнського військового з'їзду. Його завершення разом з парадом богданівців було перенесено на Софійську площу. В офіційному повідомленні відзначалось:
«Всі промовці погоджувались на тому, що на заборону з'їзду зважати нічого, бо тепер минули ті часи, коли для з'їздів питали дозволу. Українському народові нема чого більше оглядатися на правительство російське, треба взятися негайно самим кувати свою долю».
Незгода була тільки у тому, чи іти Україні шляхом автономії, чи негайно проголошувати державну незалежність, на чому наполягали деякі промовці.

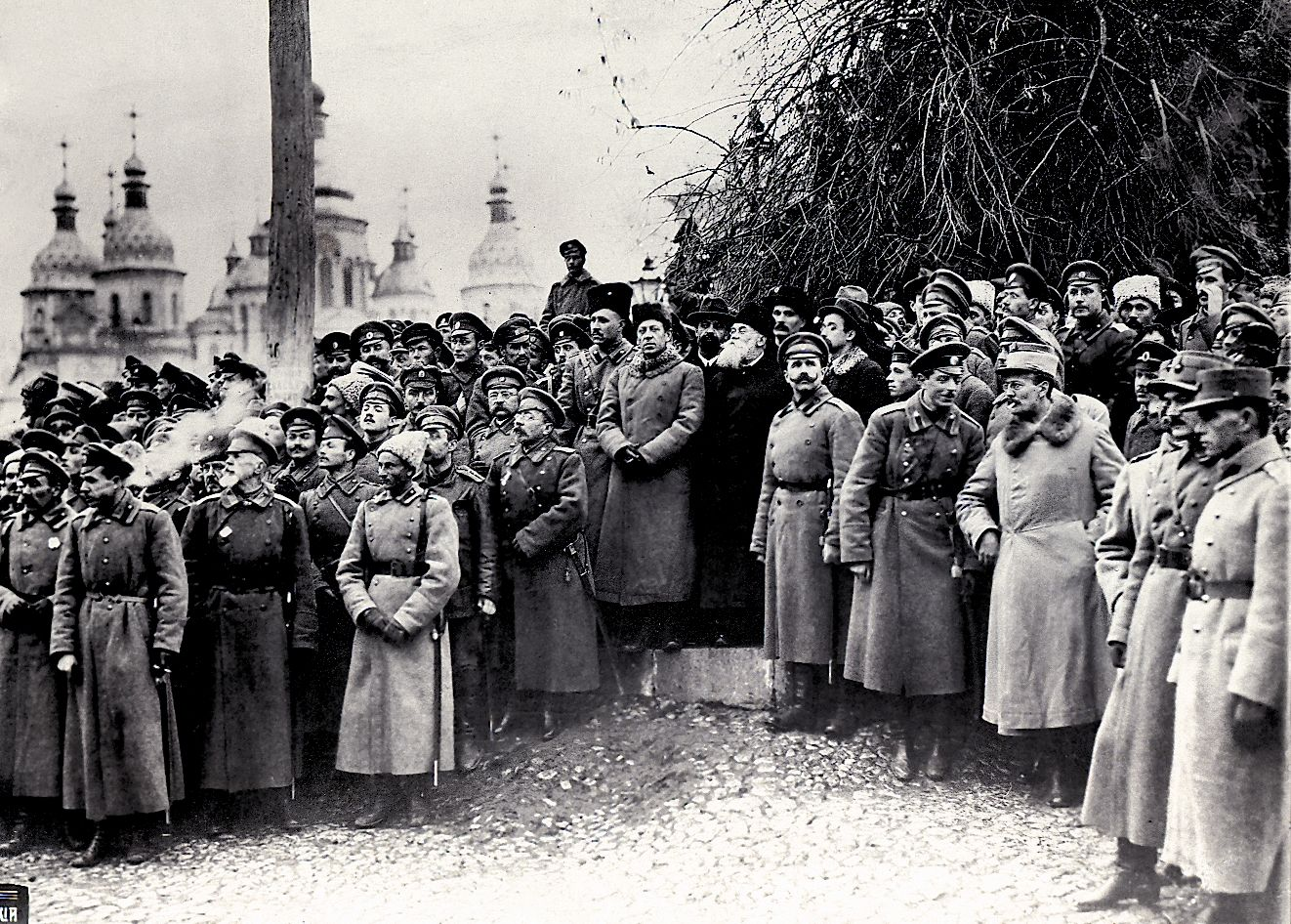
Мітинг з нагоди III Всеукраїнського військового з'їзду

На заклик одного з промовців солдати-делегати присягнули не повертатися до своїх військових частин, не вирішивши питання про автономію України. Тональність з'їзду виявилась явно радикальнішою за ту, що мала місце на попередньому, місяць тому. Протягом шести днів (5—10 червня 1917 року) йшли дуже бурхливі засідання, на яких емоції сягали через край. Відкинувши рішення Керенського як «незаконне», з'їзд рішуче засудив позицію Тимчасового уряду, зажадав відміни його ухвали щодо домагань українців, а Центральній Раді дав настанову:
«В цій справі до уряду більше не звертатись і негайно приступити до твердої організації краю…»
У власне військових питаннях з'їзд засудив пасивну позицію командування щодо українізації армії, зажадав розробки докладного практичного плану українізації.

#### Перший універсал
Однак більша, ніж до суто військових, увага солдатів-українців була прикута до загальнополітичних питань. Ще перший військовий з'їзд зажадав від Центральної Ради твердіших, рішучиших кроків у справі самовизначення України. Під час роботи другого з'їзду керівництво Ради докладало останніх відчайдушних зусиль, щоб домогтись у Тимчасового уряду обіцянки надати Україні автономію (всі попередні зусилля, як відомо, закінчились безрезультатно). Делегати ж військового з'їзду у численних виступах відмовлялись залишити Київ, не дочекавшись цілком певних рішень, і обіцяли боротись за них найрішучішими засобами. Подальше зволікання погрожувало стихійним вибухом з непередбачуваними наслідками. За цих умов 10 червня 1917 року Центральна Рада оголосила на військовому з'їзді свій І-ий Універсал.
Цей крок Ради був з піднесенням зустрінутий в широких колах українства, явно додав авторитету українському парламенту. Дещо впевненіше став почувати себе і УГВК. Але після завершення з'їзду останній змушений був повернутись до вирішення долі новобранців у Грушках.

### Другий козацький полк імені гетьмана Полуботка
На той час готувався наступ на Південно-Західному фронті, і від того, як вчинять солдати: поїдуть на позиції, що стане своєрідною демонстрацією підтримки Тимчасового уряду, чи відмовляться залишити Київ, що може бути використано як привід для санкцій з боку уряду і проти Центральної Ради, і проти УГВК, багато в чому залежала і доля керівників українського визвольного руху. Генеральний військовий комітет настільки поринув у розв'язання проблеми з грушківцями, що перебрав на себе і всю відповідальність за подальше існування цього солдатського гурту. У свою чергу, представники грушківців 19 червня 1917 року звернулись до Українського Генерального військового комітету з вимогами:
«1) Ми просимо признати нас 2-м козацьким полком ім. гетьмана Полуботка;
2) признати виборну нашу старшину;
3) просимо порад і літератури;
4) вимагаємо зброї, одежі, їжі»
Ці вимоги Генеральний комітет виконати відмовився, почасти з принципових міркувань, почасти тому, що не міг виконати їх з об'єктивних причин. Він призначив певний строк, після якого грушківці мали відправитись на фронт, «в іншому випадку Генеральний комітет буде вважати їх не українцями і зречеться їх».
У відповідь солдати прислали до УГВК депутацію, яка заявила, що після видачі обмундирування (про зброю мови вже не було) і відпочинку вони готові відправитись на позиції під українським прапором як полк імені гетьмана Павла Полуботка.
За свідченнями безпосереднього учасника тих подій, полуботківця М. Падалки, виходить, що ідея організації полку і присвоєння йому ім'я Павла Полуботка належала Українському військовому клубу імені Павла Полуботка у Києві, тим його членам, які були незадоволені нерішучою політикою Центральної Ради, її лояльним ставленням до російського уряду. Падалка писав:
«Сюди належали деякі члени клубу ім. Полуботка, як напр. п. п. Міхновський, Лук'янів, Павелко, члени Генерального комітету та Центральної Ради, напр. Горемика та інші. Ці особи, а також деякі старшини Полуботковського полку були ідейними організаторами, які накинули думку виступу Полуботковцям… Вони хотіли силою подій, силою фактів повернути історичний руль, направити діяльність Центральної Ради по інших шляхах і тим самим прискорити визнання її з боку Тимчасового Правительства як Уряду України. Вони гадали, що поставлена перед фактом Центральна Рада відкине попередню тактику і піде за бажаним для організаторів повстання напрямком, сама стане на шлях рішучої політики…»

#### У вирі протистояння
Масове незадоволення солдатів-новобранців, щоденне погіршення їх становища переростало в обурення, яке направлялося в русло виступу під цілком визначеними політичними гаслами і усвідомленою, хоч і недостатньо обґрунтованою метою. Кинуті у солдатське середовище заклики знайшли в їх серцях відгук і почали поширюватись. Частина солдатів побувала на вокзалі і вела там агітацію серед проїжджаючих на фронт з метою схилити їх на свій бік. Одночасно була досягнута домовленість провести 21 червня 1917 року разом з представниками полку імені Богдана Хмельницького і українських військ Київського гарнізону нараду, щоб остаточно вирішити долі солдатів-новобранців.
Того ж дня (21 червня 1917) питання про грушківців розглядалось і на сесії Центральної Ради. Доповідь зробив член УГВК, член Малої Ради М. Полозов (Полоз). Він поставив питання про те, що не всі українізовані частини підкоряються УГВК як «вищій інституції організованого українського війська»:
«Коли вони (грушківці) прибули до Києва, то підлягли впливу з одного боку каторжан та жандармів, а з другого — недисциплінованих українських елементів, котрі умовляли їх не їхати на фронт, а залишитись тут, у Києві, бо тут треба боронити волю України».
Полозов (Полоз) доводив, що задовольнити вимоги солдатів-грушківців УГВК не в змозі, оскільки матеріально-технічне забезпечення здійснюється в сформованих уже запасних полках.
«Генеральний комітет переконався, — відзначав доповідач, — що люди сього ешелону просто не хотять йти на фронт, прикриваючись лише своїм українством».
Після цих слів член Української Ради військових депутатів Кость Вротновський-Сивошапка запропонував вжити до полуботківців найрішучіших заходів. У відповідь, член УЦР Мельник, що також брав участь у переговорах, проінформував про заперечення грушківцями наявності в їх середовищі карних злочинців і колишніх жандармів, які вже нібито усунуті. Він схилявся до того, що полуботківці — «справжні патріоти-українці», вимагають їх відправки на фронт як української частини, хочуть, щоб з ними рахувались і їх визнали як УГВК, так і російська влада. За твердженням Мельника, «ешелон хоче, щоб Київ було українізовано».

#### Переговори
Зрештою, на пропозицію Володимира Винниченка, було ухвалено негайно спорядити до солдатів від Української Центральної Ради «поважну делегацію, щоб нейтралізувати той недобрий настрій, який панує серед 5000 солдатів, який може бути заразою для решти українського війська». До складу делегації включили самого Винниченка, Миколу Ковалевського, Симона Петлюру, Олександра Шульгина, Д. Стасюка, Діденка, Пугача і Левченка.

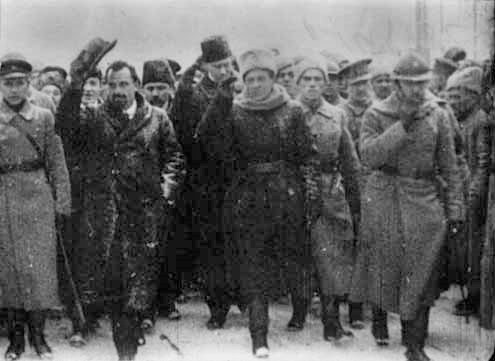
Симон Петлюра і Володимир Винниченко

Однак солдати дуже прохолодно зустріли останніх, залишились байдужими до промов Винниченка і Петлюри. Взаєморозуміння на нараді досягти не вдалося, і 22 червня 1917 року Центральна Рада повернулась до питання про солдатів, які вже визначено іменували себе полуботківцями. Кілька представників від солдатів прибули на сесію Ради. Один з них особливо протестував проти тверджень М. Полозова (Полоза) про те, що в складі полуботківців є карні елементи.
Доповідач Вротновський-Сивошапка змушений був визнати:
«Зусилля Володимира Винниченка і Симона Петлюри, які напередодні намагались напоумити солдатів-грушківців, не мали впливу на слухачів, зустрічались ними холодно, тоді як промови Майстренка та Гудієнка, проводирів „полуботківців“, зустрічались оплесками. Врешті було поставлено руба питання: хто має стояти на сторожі інтересів Українського народу, чи Ц. У. Р з Радою військ, деп. та Генер. військ. комітет, чи 5000 „полуботківців“? Чи признають „полуботківці“ авторитет Ц. У. Р. і чи будуть вони коритися постановам її чи ні? Тоді виступив Гудієнко і вніс пропозицію таку: „полуботківці“ будуть коритись Ц. У. Р., коли її постанови будуть добрими. Після сього була виголошена промова (очевидно когось із представників Центральної Ради), котра вплинула на „полуботківців“, і під час голосування всі піднесли руку за те, що будуть коритись Ц. У. Р. без застережень».
Доповідач Журавель повідомив, що напередодні, представники полуботківців на чолі з прапорщиком Майстренком вели підбурливу агітацію у полку імені Богдана Хмельницького. Полк захвилювався, і представникам Центральної Ради довелось докласти немало зусиль, щоб втихомирити солдатів.
Доповідач Гречко відстоював думку, що серед полуботківців переважна більшість — пристойні люди, патріоти і не варто доводити справу до того, щоб розійшлись компрометуючі чутки про Центральну Раду.
На сесії виступив також представник полуботківців Осадчий. Він, зокрема, заявив, що полуботківці мають одну мету — боронити Україну, але ось вони вже четвертий день сидять без хліба, голі, босі, без офіцерів, без організації. У багатьох прострочені документи, що може дати привід кваліфікувати їх дезертирами.
«…Ми прохаємо, — жалівся солдат, — дати нам лікарську допомогу, бо люди хворіють, не маючи їжі. Прохаємо упорядкувати полкову канцелярію, що для нас вельми необхідно. Нарешті, ми прохаємо не забувати нас своєю порадою: присилати нам газети і літературу. Просимо навідуватись до нас, бо нас бояться, ніби ми якісь звірі, каторжани, розбійники. Про нас наговорили бог зна чого, ми ж люди, як всі. Просимо зняти з нас через пресу ту грязь, котру кинули на нас з радістю російські газети і дехто з членів Генерального комітету. Се для нас найважнійше… Рада козаків доручила нам, делегатам, висловити У. Ц. Р. повне своє довір'я, а також Генеральному комітетові, котрий нас зрікся…»
Після цього з великою доповіддю виступив Симон Петлюра. Він детально розповів про історію виникнення конфлікту. Навів дані, що, власне, з Чернігова прибуло лише 700 осіб. До них приєдналося близько 1000 новобранців, з яких УГВК мав на меті поступово сформувати 1-й запасний полк. Та до них самочинно, уже на розподільчому пункті, приєднало 2600 чоловік, що мали йти на фронт як маршова рота. Ось цих «2600» Петлюра і вважав ініціаторами «бродіння, непокори, загальної дезорганізації». І саме цим «2600» УГВК три дні тому заявив, що «він зрікається їх».
Обговорення доповіді було дуже бурхливим. Із запереченнями Петлюрі знову виступули козак Осадчий та інший полуботківець Волошко. Останній, зокрема, відкинув спробу голови УГВК роз'єднати полуботківців та категорично заявив:
«Нас не 2600, а понад 5000!»

#### Резолюція ЦР
Після довгих дебатів сесією було ухвалено резолюцію:
«Українська Центральна Рада, вислухавши доклади делегації товаришів солдатів, що мешкають в Грушках, і членів Центральної Ради, які були надіслані 21 червня в об'єднане засідання представників української частини місцевого гарнізону, постановила:
1) закликати товаришів солдатів, що мешкають в Грушках, до національної громадської дисципліни, яка мусить керувати озброєною революційною українською демократією;
2) в інтересах української національної справи, запропонувати товаришам солдатам негайно виконати приказ Генерального комітету і виступити до указаного комітетом українського запасного полку»
Внаслідок резолюції суперечності набули нових масштабів. Солдати-грушківці дедалі активніше йшли шляхом самочинної організації. Вони обрали собі командира (вже як командира полку імені П. Полуботка) — прапорщика Романенка і виконком полкового комітету у складі: голова — прапорщик Майстренко, члени — прапорщик 98-го запасного піхотного полку Стріленко, рядовий 635-го піхотного Киселинського полку Сподаренко, рядовий Осадчий, секретар — єфрейтор лейб-гвардії Гродненського гусарського полку Квашенко.
26 червня 1917 року Український Генеральний Військовий Комітет звернувся до українців Київського гарнізону зі спеціальним наказом-відозвою (наказ № 5). В документі зокрема, говорилося:
«Ходять чутки по Києву про те, що провокатори та прислужники старого царського ладу під'юджують українців-солдатів до безчинства, бешкету та погромів. Ходять чутки, що ці пройдисвіти під'юджують темних людей навіть розігнати Українську Центральну Раду, Український Генеральний Комітет і захопити власть в свої руки. Сі пройдисвіти каламутять людей, викликають неспокій, не дають ні Центральній Українській Раді, ні Генеральному Комітету працювати над добром України».

Олександр Керенський

Попереджаючи солдатів про небезпеку подібної агітації, УГВК разом з тим звертався до свідомості українських солдатів і офіцерів:
«Стійте на сторожі революції і ладу на Україні, не допустіть до того, щоб наша довгожданна і великими жертвами здобута воля України була скаламучена і знесилена темними людьми та всякими пройдисвітами!»

#### Російський фактор
Саме у той час до Києва для переговорів прибули міністри Тимчасового уряду — Олександр Керенський, Михайло Терещенко та Іраклій Церетелі. В складних переговорах з Центральною Радою йшов пошук компромісу. Ситуація з полуботківцями на цьому фоні виглядала не лише невчасною, непривабливою, а й просто розпачливою. Можна зрозуміти Михайла Грушевського, який на засіданні Центральної Ради 28 червня 1917 року на запитання про ситуацію з полуботківцями ухильно відповів, що УГВК у цьому питанні ввійшов у необхідні зносини з відповідними інституціями.
Насправді ж, Генеральний комітет вдався до одного з найбільш відчайдушних, водночас ризикованих кроків — розпорядився зовсім припинити видавати їжу полуботківцям. У відповідь ті, 29 червня 1917 року, провели демонстрацію біля будівлі Центральної Ради.

#### Наростання кризи
У передчутті дуже неприємної перспективи 1 липня 1917 року питання про полуботківців обговорювалося на засіданні Генерального Секретаріату Центральної Ради. Спроби деяких українських лідерів зняти з себе відповідальність за вчинки грушківців були відкинуті. Підполковник Поплавко (член УГВК) вступив у полеміку з генералом Кондратовичем (теж членом УГВК) і доводив, що Генеральному комітету, незалежно від того, визнають його військові власті, Тимчасовий уряд чи ні, слід вдатись до рішучих дій, адже УГВК закликав українських солдатів до українізації і тепер не має права відходити в сторону від їхніх домагань. У своїй промові Поплавко заявив:
«Ми стоїмо перед „полуботківщиною“. Коли ми не задовольнимо тих бажань, з якими йдуть до нас люди, то знайдуться інші, котрі зіграють на бажанні людей і поведуть їх за собою. Ми стоїмо перед загрозою втеряти всякий авторитет і вплив на маси».
Симон Петлюра змушений був погодитися з тим, що як на фронті, так і в тилу наростає стихійний рух солдатів-українців. Ситуацію ускладнювали настійні домагання військових властей вивести з Києва полк імені Б. Хмельницького — найнадійнішу опору Ради. Керівник богданівців, Юрій Капкан, стверджував, що він, скільки міг, відтягував відправку полку на фронт, «вважаючи, що полк потрібен у Києві». Прохав Центральну Раду як найвищу українську владу нарешті визначитись у цьому питанні і дати йому вказівку, що робити.
Але вийти на якісь чіткі, розумні рішення не вдалося.

## Заколот

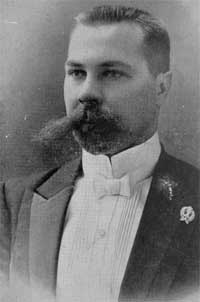
Микола Міхновський — ідейний натхненник виступу ?..

Виступ полуботківців відбувся у ніч з 4 на 5 липня 1917 року. Вважається, що головним натхненником виступу був відомий самостійник Микола Міхновський, хоча немає жодного офіційного документу, що би підтверджував цю версію.
Натомість подібні висновки роблять, базуючись на таких фактах: по-перше, одним із основних гасел полуботківців стало негайне проголошення незалежності України та цілковита незгода із тогочасною політикою Центральної Ради. З цих поглядів, у Києві на той час існувала лише одна скільки-небудь впливова організація, що намагалась тиснути на український парламент — Український військовий клуб імені гетьмана Павла Полуботка на чолі з Міхновським.
По-друге, на такі висновки наштовхують цікаві свідчення одного з найближчих друзів Миколи Міхновського — Сергія Шемета, які він опублікував 1925 року у своїх спогадах:
«У Міхновського вже в червні 1917 року повстає план проголосити державну самостійність України, спиратись на сили Богданівського полку. При тодішнім безвласті ця думка не була фантастичною. Було вирішено повезти полк пароплавами на Шевченкову могилу і там, на сій святій для всякого свідомого українця землі, проголосити самостійність Української Держави. Для цього треба було мати надійного командира полку. Думка призначити самого Міхновського командиром богданівців була залишена, бо полуботківці дивилися на цей акт проголошення самостійності і на богданівський полк тільки як на початок великої роботи і боялися залишитися без головного свого керівника. За порадою Клима Павлюка був викликаний з Симбірську кадровий офіцер Юрко Капкан. Він приїхав і на всіх полуботківців зробив добре вражіння. Втаємничений в самостійницькі плани полуботківців, Капкан на всі їхні пропозиції пристав. Міхновський взяв від Капкана урочисту присягу на вірність самостійній Україні і на виконання цілого того плану проголошення самостійності».
Таким чином зі слів Шемета можна зробити висновок, що Міхновський не лише ще у червні 1917 року висловлював намір проголосити незалежність України, а й був де-факто керівником повсталих полуботківців.
Тим не менш, прізвище Міхновського жодного разу не згадувалося у документах, публікаціях українських газет початку липня 1917 року. Усе це дає підстави вважати не лише недоведеними твердження про участь Міхновського у повстанні полуботківців, але й у підготовці його плану. Тим не менш, можна згодитись на те, що Микола Міхновський був незаперечним натхненником самочинного творення українських збройних сил як оплоту самостійної Української держави. І з цього погляду формування полуботківського полку на зразок богданівського (здійсненого за наполяганням Міхновського і за його планом) можна кваліфікувати як дітище відомого борця за незалежність, втілення його намірів.

### Напередодні
3 липня 1917 року Центральною Радою було ухвалено ІІ Універсал, що став явним кроком назад у порівнянні з першим, означав відчутну здачу позицій українським парламентом. Його оприлюднення дало додатковий привід силам, які були настроєні порівняно радикальніше, виступити з нападками на Раду. Полуботківці виявилися саме тим середовищем, де такі нападки та крайні лозунги змогли знайти особливу підтримку.

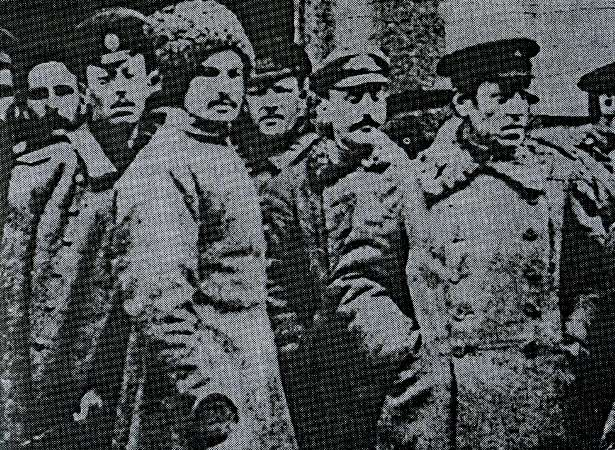
Симон Петлюра з солдатами

Того ж самого дня на засіданні Малої Ради Симон Петлюра оголосив у позачерговому виступі наказ головнокомандуючого про відправку на фронт полку імені Б. Хмельницького. Голова УГВК схилявся до виконання наказу, висловлювався і за конкретну дату — 5 липня 1917 року, вважаючи, що є достатньо сил, щоб дати відсіч будь-яким контрреволюційним намірам. Але на засіданні знову виринуло питання про ставлення до полуботківців. Після довгої і напруженої дискусії, задля того, щоб не хвилювати полуботківців, була прийнята пропозиція, аби полк імені Хмельницького залишити у Києві.
Ввечері 3 липня відбулося засідання представників українських військових частин, які перебували у Києві. Хід цього засіданні досить повно (вже пізніше) відтворив М. Падалка:
«Майже перед самим днем виступу зроблено було останню спробу запобігти повстанню шляхом компромісного порозуміння, шляхом вироблення спільної платформи між Центральною Радою, Генеральним Комітетом та представниками опозиційно настроєних військових частин, яких морально підтримували організатори виступу.
3-го липня ст. ст. 1917 р. в Києві на Златоустівській улиці в помешканні початкової школи відбулось історичне засідання з ініціативи полуботківців. На це засідання біля 9-ї години вечора прибули: представники полуботківського полку поручник Романовський, бунчужний Бондаренко та інші старшини й козаки, старшини Богданівського полку на чолі з командиром того полку полковником Капканом, який був разом з тим членом Генерального комітету, адютант полк. Капкана пор. Шаповал (…), штабс-капітан Ластівченко, прапорщ. Каленіченко, поручн. Демуцький та інші, також сотенні ради й козаки».
Прийшли представники інших частин Києва. Полуботківці нарікали на Центральну Раду та на Генеральний Комітет за їх недбальство до полку й домагалися, щоб було запрошено на засідання голову й членів Ради та Генерального Комітету. Їхнє бажання задовольнили:
«Біля одинадцятої години ночі в салю засідання прибули голова Ген. Комітету С. В. Петлюра, Винниченко, Шульгин і представник фронту. Після відкриття засідання виступили промовці, які обвинувачували Генеральний Комітет та Центральну Раду в байдужньому ставленню до страждань полуботківців, яких голих і босих полк. Оберучев хотів вислати на фронт, так рівнож і до інших частин українського війська…»
Після виступів прапорщика Каленіченка, Симона Петлюри і Володимира Винниченка полуботківцям було запропоновано виступити на фронт, позаяк «їх оборона непотрібна для Центральної Ради, бо на захист її в будь-який момент може прибути з фронту півтора мільйона українських вояків».
Після цього голова Генерального Комітету вніс запитання зібранню, чи довіряє воно Генеральному Комітету. Гучними оплескам більшості дано було позитивну відповідь і о 2-ій годині ночі 4-го липня члени Центральної Ради та УГВК покинули зібрання. Таким чином, єдності думок не було досягнуто. На свої нагальні запитання полуботківці не отримали ані відповіді, ані співчуття. Їх представники пішли із погрозами в адресу прихильників Центральної Ради.
Щоб спонукати полуботківців якнайскоріше залишити Київ, лідери Української Ради і УГВК домоглися прийняття Першим Українським полком імені Б. Хмельницького спеціальної ухвали, в якій заявлялось, що полк «не вважає полуботківців за своїх братів, відмовляє їм всякої допомоги і радить негайно виконати наказ Ц. Ради».

### Підготовка та план виступу

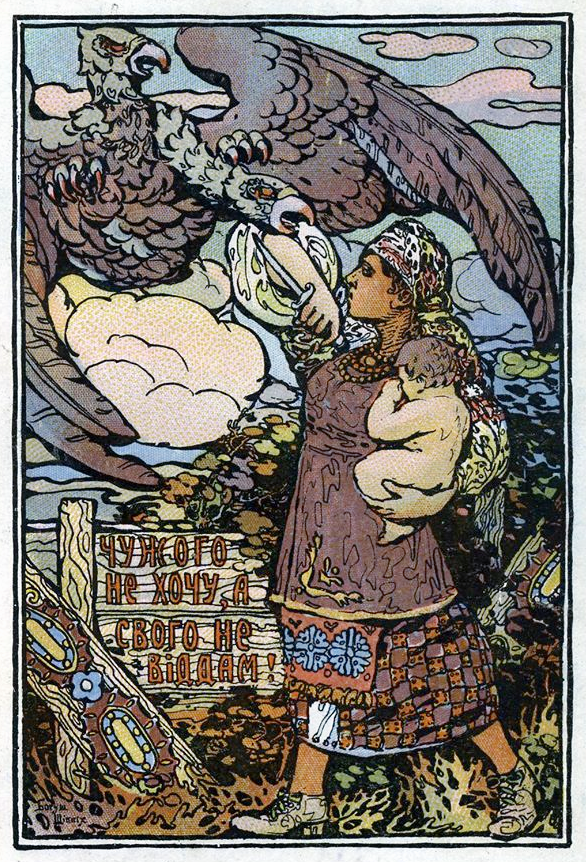
Агітаційний плакат часів УНР

Внаслідок подій 4-го липня 1917 року полуботківці все більше відчували свою приреченість. Саме у момент крайнього відчаю, вночі 4 липня 1917 р., після того, як скінчилося засідання, у Грушках з'явилися люди, які покликали «йти до міста, там дадуть хліба і обмундирування». Такі ж агітатори (можливо, й ті самі) і з такими ж пропозиціями «побалакати про наші українські справи» завітали вночі 4 липня і до казарм Першого Українського козацького запасного піхотного полку ім. Б. Хмельницького. Ймовірно, що серед них були загітовані відповідним чином полуботківці (як солдати-грушківці, так і члени клубу імені гетьмана П. Полуботка).
Низка дослідників вважає, що план захоплення головних установ в місті для того, щоб підтримати «новий український уряд», було розроблено тої ж ночі на засіданні полкового комітету полуботківців. Але, швидше за все, план в своїх загальних рисах виношувався і розроблявся дещо раніше, а 4 липня ввечері після безрезультатних переговорів з емісарами Центральної Ради і УГВК його було обговорено, востаннє відкориговано і затверджено.
План виступу отримав назву «План робіт 2-го укр. полку імені Павла Полуботка з 3 на 4 липня 1917 р.». Як цілісний і спеціальний документ, він свого часу став надбанням колишнього міністра іноземних справ Тимчасового уряду, лідера кадетів і відомого історика Павла Мілюкова. Як він опинився в нього — достовірно невідомо (на думку Дмитра Дорошенка — через російську контррозвідку). Датування плану «з 3 на 4 липня 1917 р.» наводить на думку про завчасну підготовку документа.
Отож, цим планом передбачалося:
«1) Сповістити окремими листівками всі українські частини Києва о першій ночі, що 2-й укр. імені Полуботка полк виступає;
2) о третій годині ночі зайняти всі важливі пункти Києва, для чого: а) захопити головне помешкання Оберучева: тут буде знаходитись весь наш вик. комітет. Це — головне місце, тут буде наш резерв; б) захопити кв. Лепарського (начальника міліції)… в) штаб кріпості, Цитадель; …г) Раду робітничих і солд. депутатів.; д) штаб Київської військової округи..: там головна військова сітка, склад військових бланків, типографія; ж) Товарова станція., з) скарбниця… і) банк… к) головна квартира міліції… л) мости на Дніпрі… м) Жидівський базар.
На чолі повсталих має бути своїх 6 людей, котрі мусять усім завідувати і вести повстання — молодший урядник Осадчий — „голова“, Квашенко — секретар, поручик Романенко, прапорщик Майстренко, прап. Стріленко і мол. урядник Сподаренко».

#### Маніфест
Також полуботківцями був розроблений маніфест зі зверненням до громадськості. Маніфест проголошував:
«Розглядаючи сучасне становище народів, які населяють Росію, ми бачимо, що український народ не має тих прав, яких домагається кожна окрема нація і які мають належати кожному окремому народу. Висунутий Російською революцією лозунг самовизначення народів залишається лише на папері. Ми, українці-козаки, що зібрались в Києві, не хочемо мати свободи лише на папері або півсвободи. Після проголошення першого Універсалу (другого ми не визнаємо), ми приступаємо до заведення порядку на Україні. Для цього ми всіх росіян і ренеґатів, які гальмують роботу українців, скидаємо з їх постів силою, не рахуючись з Російським Урядом. Визнаючи Українську Центральну Раду за свій найвищий уряд, ми поки що виганяємо зрадників з України без її відома. Коли ми все опануємо силою, тоді цілком підпорядкуємось Українській Центральній Раді. Тоді вона повинна буде порядкувати як у Києві, так і на всій Україні як у своїй хаті…»

### Початок виступу
Виступ розпочався, згідно з виробленим планом, після півночі 5 липня 1917 року. Без особливих вагань наелектризований, зголоднілий, озлоблений натовп полуботківців кинувся до Києва. Уже з 2 години ночі з 4 на 5 липня у штаб Київської міліції стали надходити повідомлення, що на Сирці збираються дуже збуджені солдати-українці, «що звуть себе „полуботковцями“». З вигуками «Хліба дайте, ми голодні!» вони почали розтікатись в різних напрямках.
Близько 2-ї години ночі полуботківці захопили зброю і кілька автомобілів у казармах 1-го запасного Українського полку, в залізничному батальйоні і 5-му авіапарку. Богданівці, за одними твердженнями, спробували заступити дорогу бунтівникам, за іншими ж — відразу перейшли на їх бік.
За свідченням командира полку імені Б. Хмельницького, його підлеглі в складі чотирьох рот вийшли з Бендерських казарм назустріч полуботківцям не захопивши жодного патрона, і дружелюбно пропустили повсталих біля Караваєвих дач до міста.
Натомість, Павло Мілюков описує цей епізод так: «богданівці спершу було заступили шлях полуботківцям і відібрали відозви членів виконкому, які від'їхали на автомобілях. Але Майстренко почав кричати „вперед“. Богданівці, переговоривши з полуботківцями, вирішили, що їх справа — добра, а Капкана слід заарештувати. Останньому довелось заявити, що він готовий іти разом…»
Свідком початку виступу став також і Юрко Тютюнник (майбутній отаман), який пізніше згадував, що «рух мовчазної колони робив грізне враження». Тютюнник вибіг на вулицю і пішов поруч з колоною «якій не було видно кінця». На запитання Тютюнника про мету походу козаків, останні або зовсім не відповідали, або говорили коротко і рішуче:
«Йдемо кацапів бить… Йдемо допомагати Центральній Раді творити наше життя»
Між 3 і 4 годинами ранку полуботківці на кількох автомобілях з'явились на Хрещатику і Олександрівській вулиці, почали обеззброювати і заарештовувати чинів міліції і постових міліціонерів. Близько 5 години вони захопили штаб міліції при Старокиївському районі і заарештували начальника міліції поручика А. Лепарського. Останнього було залишено під вартою у своєму кабінеті. Після звільнення, приблизно через шість годин, А. Лепарський розповів, що особи, які його заарештовували, стверджували, що вони діяли від імені двох полків — гетьмана Полуботка і Богдана Хмельницького.
На питання Лепарського, чи знають солдати про акт Центральної Ради (очевидно, мова йшла про ІІ Універсал) і чи не знаходять вони, що їх дії йдуть врозріз з цим актом, було одержано відповідь:
«Ми не знаємо і знати не хочемо. Якщо буде потрібно, заарештуємо і Центральну Раду».
Через деякий час з'явився і якийсь самозваний начальник міліції, що зажадав від Лепарського передачі справ. У приміщенні помічника начальника міліції доктора Анохіна були зламані шафи і пограбовано все майно. Із арсеналу штабу міліції забрано 155 револьверів системи «Наган» і 70 тис. патронів до них, 15 револьверів системи «Сміт і Вессон», австрійські шашки та інше озброєння.
Близько шостої години ранку 5 липня 1917 року полуботківці оточили приміщення державного банку і виставили свій караул. До приміщення, ще всередині охоронялось юнкерами, вони зайти не наважились. Було також зайняте казначейство, що паралізувало його роботу: приміщення заповнило більше 300 чоловік.
Солдати-полуботківці оточили ряд державних установ, серед них будинок Присутственних місць. Поширились чутки про захоплення пошти і телеграфу, та невдовзі надійшли офіційні повідомлення про те, що їх охорону продовжують здійснювати юнкери першої школи прапорщиків. Виникли безпорядки у в'язниці. Михайло Грушевський ствержує, що до повсталих приєдналась частина Українського Генерального Військового Комітету (хоч не називає жодного імені). Це, звичайно, вплинуло на моральний дух повстанців.
Також полуботківці прислали автомобіль до будинку, де мешкав сам Голова Центральної Ради, і запропонували йому через прислугу поїхати з ними. Довідавшись про його відсутність, вони спокійно від'їхали. Мета їх візиту і подальші плани щодо Голови Центральної Ради так і залишились нез'ясованими.
Станом на 6-7 годину ранку 5 липня 1917 року повсталі солдати продовжували розтікатися містом, займаючи установи, влаштовуючи погроми, наводячи жах на громадян. Вони швидко зайняли Либідський район. Було заарештовано коменданта Києва генерала Цицовича, а у квартирі генерала Костянтина Оберучева, командуючого військами Київської військової округи, що саме перебував у поїздці підпорядкованими йому частинами у Житомирі, натовп полуботківців вчинив справжній погром, але сюди встигли прибути юнкери і солдати, вірні командуванню штабу округи. Погромників заарештували і доставили до Маріїнського палацу. У одного із заарештованих було вилучено офіційне посвідчення члена Ради полку імені гетьмана Полуботка.
В ході подій, офіцери, що командували полуботківцями, вдавались і до морального шантажу. Так, очоливши наряд юнкерів, що охороняли склад зброї тилової збройної майстерні Південно-Західного фронту, вони заявили начальнику караулу, що «стався переворот, всі наділені владою особи на чолі з комендантом і начальником міліції заарештовані і на їх місця призначені українці». Офіцери додали, що «сьогодні буде опубліковано Український маніфест Центральної Ради». «Психологічна атака» мала успіх — караул юнкерів було знято і змовники одержали 10 кулеметів і 1200 гвинтівок.

#### Маневри богданівців

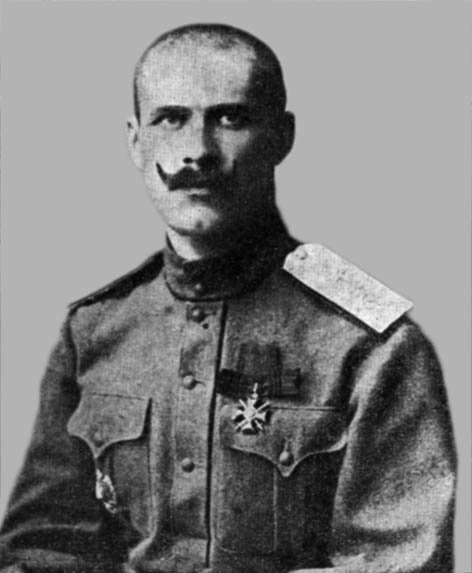
Полковник Юрій Капкан

Паралельно здійснював свої маневри Перший український полк імені Хмельницького. На шосту годину ранку його основні сили зосередились біля будинку Центральної Ради. Тут командир полку Юрій Капкан підписав наказ:
«Тимчасово беру на себе владу в м. Києві до з'ясування становища. Прошу мені підкорятись і завіряю, що жодних безпорядків не буде. Наказую всім військовим частинам м. Києва у повному складі з'явитись до Української Центральної Ради і чекати моїх розподжень. Проти українців ніяких виступів не робити».
Дії Юрія Капкана більшість дослідників схильні розцінювати не як логічне продовження вчинків полуботківців, не як акт, що з них витікає і їх вінчає, а, навпаки, як намагання перешкодити розвитку, поширенню небажаних процесів, як спроба опанувати становищем, звести нанівець те, що встигли накоїти полуботківці, стати на заваді їхніх наступних кроків. Адже саме даний наказ став підставою для того, щоб направити солдатів-богданівців на чолі з деякими членами УГВК для зміни караулів полуботківців. І це почало здійснюватись уже зранку 5 липня 1917 року, тобто ще до того як оговталися і перейшли у рішучий контрнаступ військові власті штабу КВО.
Що ж до особистої позиції і дій полковника Капкана міркування, які заслуговують на увагу, наводить той-таки полуботківець Падалка:
«Полковник Капкан знав про організацію виступу й організаторів його, навіть більш того, був в зв'язку з ними, але виступити не хотів і не міг. Невдалий виступ Богданівського полку разом з полуботьківцями міг би здискредитувати тоді ще слабе українське військо в Києві і привести до небажаних наслідків. Отже полковнику Капкану приходилося грати подвійну ролю: він був в зв'язку з організаторами повстання, хоч участи в підготовці й не брав, з другого боку, мусив солідаризуватися з Генеральним Комітетом як вищою українською військовою владою і виступити проти полуботківців».

### Реакція киян
На більшість киян виступ полуботківців справив враження вибуху бомби. Гнітючий, почасти панічний настрій посилився з виходом газет, які на перших сторінках крупним шрифтом з відтінком трагічності повідомили про останні події.
Очевидці були збентежені небаченим до того дійством. Один з них так описує влаштований полуботківцями похід-демонстрацію до приміщення Центральної Ради:
«В повітрі було тихо, сонце світило яскраво. Заповідався чудовий, погідний день.
Я дійшов до Бесарабки й повернув був на Хрещатик, коли раптом увагу мою звернув на себе якийсь мовчазний похід маси людей на Васильківській вулиці. На чолі того походу запримітив я велике жовто-блакитне знамено.
Я зупинився. Не тому, що походи з українськими прапорами були рідкістю в ті часи. Навпаки, до тих походів у 1917 р. око так призвичаїлося, що вже не робили на глядача більшого, як усяке повсякденне явище, враження… Але той похід, який я побачив ранком 5 липня, сильно вразив мене якоюсь відмінністю, небуденністю, непохожістю на всі інші походи. Був се глибоко мовчазний, зосереджений рух маси людей, що мав якусь певну, заздалегідь намічену важну ціль — і ця його певність, рішучість і мовчазна урочистість мимоволі передавалася глядачеві. Так могли йти люди тільки в бій, на діло, якого кінцем була смерть або побіда. … Таких походів ні перед тим, ні потом я ніколи в своєму житті не бачив. Він на ціле життя лишив у мені незатерте глибоке враження.
…Таке ж враження, як і на мене, зробив цей рух і на масу інших людей, що були в той час на вулиці. Всі зупинилися і мовчки вглядалися в цю сіру, рішучу, одностайну, похмуру масу війська, що без команди, мовчки сунула ряд за рядом, різко вибиваючи крок на вуличному камені й не оглядаючись ні на людей, ні на сонце, ні на погідність чудового ранку. Блискуча щетина багнетів на сильно затиснених у руках крісах без слів промовляла про те, що це не парад, а якась данина на вівтар своєї батьківщини й святого обов'язку. Хто були ці люди, звідки вони, як називалася та похмура бойова маса вояків, — я не знав. Я тільки бачив, що це було справжнє військо й що на чолі того війська маячив жовто-блакитний бойовий український прапор».

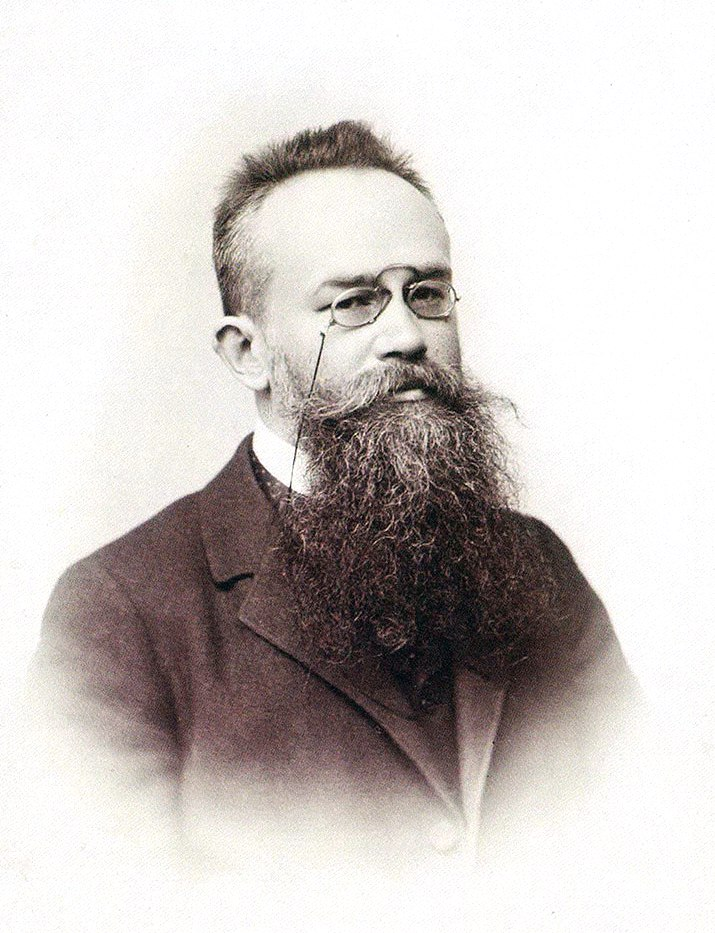
Голова Центральної Ради Михайло Грушевський

За словами тих-таки очевидців, проходячи повз будинок Педагогічного музею, полуботківці вигукували: «Слава Українській Центральній Раді!»

## Контр-операція Центральної Ради
Реакція політичних сил на розвиток кризи у Києві була різною, та, напевне, найбільш поінформованою про настрої полуботківців, їхні можливі дії, була Центральна Рада та УГВК.
У приміщенні Центральної Ради 5 липня 1917 року було скликано термінову нараду Генерального секретаріату за участю членів УГВК, коменданта міста генерала Цицовича, якого повсталі досить швидко звільнили з-під арешту, начальника штабу Київської військової округи, а також представника полуботківців — командира полку, прапорщика Романенка. У результаті командир повсталих дав згоду передати всі караули, зайняті полуботківцями, полку імені Богдана Хмельницького.
Операція зі «зміною караулів» була, очевидно, найбезболіснішою і водночас давала Центральній Раді можливість подальшого маневрування: за допомогою полку ім. Хмельницького вже на 1-шу годину дня 5 липня було знято всі караули полуботківців і припинено всякі непорядки у місті. Майже ніде полуботківці не чинили опору. Участь членів Центральної Ради і УГВК у агітації серед повстанців здебільшого була ефективною: на запитання чи довіряють вони Центральній Раді, солдати дружно відповідали: «Віримо!»
Дії Центральної Ради і Штабу Київської військової округи координувались. Ще о 10 годині ранку на нараді представників Генерального секретаріату Центральної Ради і командування КВО було досягнуто угоди, згідно з якою полковник Юрій Капкан відмінив наказ про зосередження у своїх руках повноти влади і зобов'язав всі військові частини підкорятись розпорядженням командуючого округом.
Мабуть, вперше дійшли не просто згоди, а такої єдності поглядів і дій, коли керівництво операціями довірили представнику УГВК. Виконувач обов'язків головного начальника Київської військової округи генерал-лейтенант Трегубов видав такий наказ по Київському гарнізону:
«Члену Українського Генер. Військ. Комітету, що состоїть при Центральній Раді, Генерального штабу ген.-майору Кондратовичу доручаю за згодою У. Ц. Р. встановити порушений в деяких частинах гарнізону м. Києва порядок. В разі потреби звертатись до коменданта за нарядом війська. 5 липня 1917 р. Ген.-лейт. Трегубов»

## Придушення виступу
У даній ситуації для полуботківців формулювання типу «встановити порушений порядок», «в разі потреби», «з нарядом війська» обіцяли, як мінімум, роззброєння їх будь-якою ціною і насильну відправку на фронт.
Для «наведення порядку», крім Першого українського запасного піхотного полку імені Б. Хмельницького, штабом КВО були виділені 3-я школа прапорщиків, підготовча командна школа, гвардійський Кірасирський полк, 2-й запасний саперний батальйон та артилерійський підрозділ. Було також видано наказ про негайну здачу повсталими зброї.

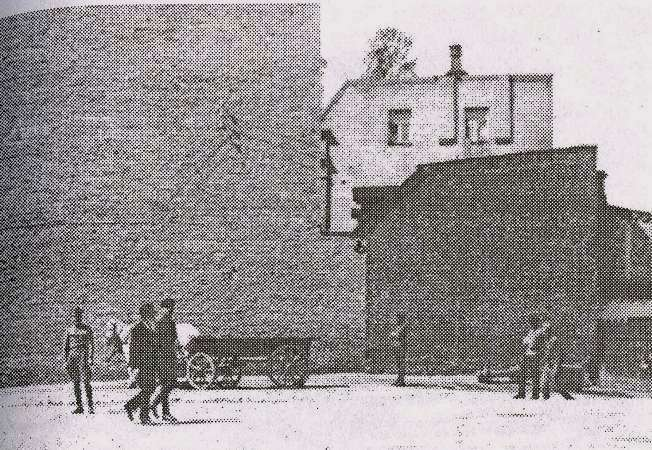
Михайло Грушевський з командуванням І-го полку Січових Стрільців біля Лук'янівської в'язниці у Києві

При повній розбіжності поглядів щодо використання військової сили (Центральна Рада прагнула все ж по змозі м'якше, делікатніше розв'язати конфлікт), одними вмовляннями не обійшлось. Так, невдовзі після блокади банку, туди були направлені посилені наряди юнкерів, які заарештували всіх полуботківців, що там знаходились, і відвели їх до штабу фортеці. Аналогічні арешти відбулися і в ряді інших пунктів. Розпочалися масові арешти на вулицях міста. Міські газети з цього приводу писали:
«Заарештовані безперервним потоком зранку доставляються в штаб фортеці і палац (Маріїнський). Мобілізовано всі сили Київського гарнізону, військові частини якого енергійно придушують безчинства „полуботківців“. В палаці встановлено безперервні чергування представників штабу фортеці, штабу військової округи. Затриманих піддають допросам».
Після допитів у палаці, старшин переправляли до приміщення Центральної Ради, де під чесне слово і зобов'язання повернутися у казарми їх відпускали.
О тринадцятій годині надійшли повідомлення про перші збройні сутички. У телеграфному
батальйоні, що усмиряв полуботківців, з'явилися поранені. Поширилися чутки і про убитих.
Військове командування КВО вжило ряд рішучих заходів для опанування ситуацією. Керівництво діями по боротьбі з безчинствами було передано генерал-майору Оболєсову. Спеціальним наказом заборонялись без відома останнього будь-які кроки.
У свою чергу, голова Генерального секретаріату Володимир Винниченко надіслав інформацію Тимчасовому уряду:
«Центральна Рада і виконавчі комітети послали до Петрограду телеграму з заявою про цілковиту готовність всіма силами піддержувати Тимчасове Правительство і осудом виступів неодповідальних груп. Видана відозва до населення Києва і всього краю.
Вночі на 5 липня група українців-вояків біля 5000 чоловік, яка склалась з ешелонів, що проходили розбивний пункт, та самовольно і всупереч розпорядженню Генерального Комітету назвала себе полком імені гетьмана Полуботка, захопила арсенал, озброїлась і поставила караул коло державних установ. Генеральний секретаріат вжив рішучих заходів до встановлення порядку. Викликано військо гарнізону, як українці, так і росіяни, охороняють місто.
Частину повсталих заарештовано. Інші — повстанці під впливом рішучих заходів Генерального Секретаріату залишають фортецю та арсенал. Охорону беруть па себе полк імені Богдана Хмельницького, сапери, юнкери та інші часті гарнізону».
Незважаючи на всі вжиті заходи, роззброїти всіх полуботківців та вичерпати конфлікт 5 липня так і не вдалось. Зокрема, на Печерську до самої ночі йшли багатолюдні мітинги, виступали численні промовці. Щоправда, значну частину полуботківців уже вдалося повернути до казарм.

### Подальші дії сторін
Ніч з 5 на 6 липня 1917 року у Києві пройшла, загалом, спокійно. Під головуванням Михайла Грушевського відбулося засідання Малої Ради, де було засуджено виступ полуботківців. Біля всіх державних установ виставили посилені пости юнкерів, солдатів вірних військовому начальству, з допомогою міліції мобілізовано дружинників. В Маріїнському палаці здійснювали чергування представники Ради робітничих і Ради солдатських депутатів, міського виконавчого комітету громадських об'єднаних організацій і партій.
До ранку місто було в значній мірі звільнене від полуботківців. Щоправда, не обійшлось без інцидентів. Останньою виходила з міста та частина повсталих, яка займала штаб фортеці на Печерську. Повертаючись у Грушки на місце свого постійного перебування, полуботківці о пів на п'яту ранку зустрілися на перехресті Бібіковського бульвару (нині — бульв. Шевченка) і Володимирської вулиці з патрулем 1-го імені Богдана Хмельницького полку, який в цей час ішов згори від Володимирського собору. Спокійно пропустивши полуботківців, патруль з Бібіковського бульвару звернув на Володимирську, прямуючи до приміщення Центральної Ради. На Володимирській, недалеко від перехрестя, у цей час стояв другий патруль — з юнкерів 3-ї школи прапорщиків. Юнкери також спокійно пропустили полуботківців, але побачивши зараз же за цими богданівців, що звертали на Володимирську, подумали, що то вернулись полуботківці, і кинулись до зброї. Пострілами з кулемета і рушниць убито одного солдата полку ім. Богдана Хмельницького і двох легко поранено. За розпорядженням військової влади, за наслідками інциденту начальника караульного дозору було заарештовано і розпочато слідство.
У той самий час, за повідомленнями інформаційних агентств і очевидців тих подій, полуботківці, залишаючи Київ, забрали з собою багато рушниць, патронів і кільканадцять кулеметів і, прийшовши в Грушки, окопалися там.
Зранку 6 липня 1917 року до полуботківців для переговорів направили трьох представників — від УГВК, Генерального секретаріату та Ради військових депутатів, щоб умовити їх скласти зброю та відправитись на фронт. Цієї мети досягнути не вдалось, але умовляння все ж таки справили на вояків той вплив, що вони вирішили надалі поважно вести переговори з представниками влади і обрали для цього організоване представництво, а не випадкове, як було під час перших переговорів.
Делегація мала прибути до Центральної Ради наступного дня. Тим часом в деяких місцях Києва зчинялась стрілянина, до військової влади та міліції надходили виклики, але винуватців не знаходили. Поодинокі солдати, що блукали містом, заарештовувались. Об 11 годині ранку до Маріїнського палацу надійшло повідомлення, що у 2-му саперному запасному батальйоні, який недавно був переведений до Києва з Харкова і був відомий своєю схильністю до більшовизму, ведеться агітація з метою приєднання до полуботківців. До батальйону терміново відрядили представників Ради робітничих і Ради солдатських депутатів для контрагітації.
Тим часом, чимало інших військових частин направляли своїх представників з пропозиціями надати допомогу в приборканні повсталих, та потреби в цьому не було.
Відбулось об'єднане засідання виконкому Ради об'єднаних громадських організацій, президій Ради робітничих і Ради військових депутатів, а також представників партій. Обговорювалось питання про заходи щодо остаточної ліквідації наслідків виступу полуботківців. Доповідач генерал Трегубов доводив, що виступ ніяк не можна вважати завершеним. На його думку, намічена програма рішучих заходів не виконана через прагнення Центральної Ради і виконкомів Рад об'єднаних громадських організацій і Рад робітничих, військових депутатів залагодити справу мирним шляхом. Вирішено було створити при головнокомандуючому округом комітет у справі розв'язання всіх питань, пов'язаних з виступом полуботківців.

### Нове загострення ситуації
У ніч на 7 липня 1917 року у деяких місцях Києва сталися нові ексцеси. Так, група полуботківців здійснила набіг на Пущу-Водицю, де влаштувала трус дач і вилучила знайдену зброю.

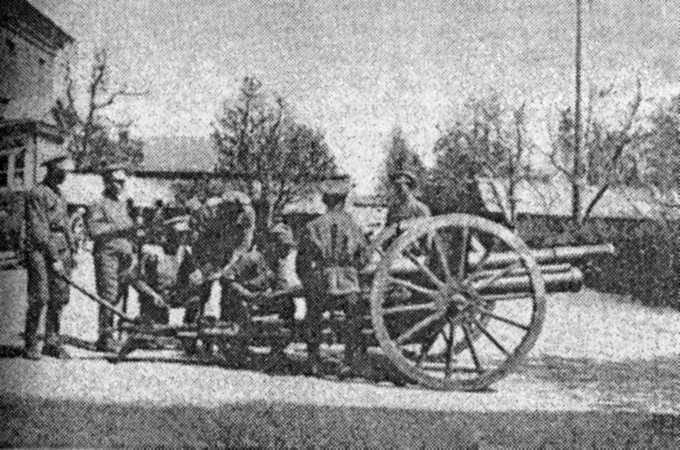
Війська Центральної Ради у Києві

Того ж дня з Житомира «з поїздки по округу» повернувся командуючий КВО полковник Костянтин Оберучев і надав діям з ліквідації конфлікту у Києві більшої рішучості, жорсткості. На його настрій, очевидно, вплинув і факт погрому власного помешкання. Коли делегація полуботківців, обрана напередодні в Грушках, направилась до Центральної Ради для переговорів, то частина її була заарештована, решта дісталася до місця, подолавши значні труднощі і спізнившись в результаті на 2 години. Заарештовані члени делегації теж були доставлені до Центральної Ради представником міліції через кілька годин і звільнені лише після посвідчення членів Центральної Ради.
Під час переговорів між делегацією полуботківців і членами Ради та секретаріату делегати вели себе значно поміркованіше, аніж у попередні дні. Основною вимогою було послати їх на фронт єдиним полком. Погоджувалися навіть не формуватись остаточно у Києві, а «щоб лише принципово визнати їх полком». Аргументувалося це тим, що полк розкидають по різних частинах, де над ними можливі знущання через вчинені бешкети. Для цього просили Генеральний секретаріат ще раз звернутися до російського уряду за дозволом.
У скоєному полуботківці не визнавали своєї вини, доводячи, що вони лише провели демонстрацію без людських жертв, а якщо такі і були, то сталося це через тих, хто на них нападав.
Кримінальних злочинців та непевних осіб полуботківці охоче погодилися видати, оскільки самі не хотіли, щоб ті були серед них, і як тільки буде дана згода йти на фронт полком, то на другий же день вони виступлять, не чекаючи технічного оснащення.

### Зіткнення в Грушках

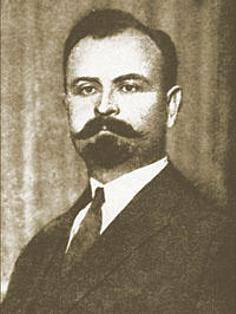
Борис Мартос — учасник переговорів з боку Центральної Ради

Переговори з полуботківцями уже наближалися до кінця, коли на нараду приїхав генерал Л. Кондратович, що керував штабом на Сирці, створеним для роззброєння повстанців (там уже перебували командир полку імені Хмельницького Юрій Капкан і член УГВК В. Поплавко). Генерал повідомив, що Костянтин Оберучев дав розпорядження вжити найрішучіших заходів і силою примусити полуботківців іти на фронт.
На виконання цього розпорядження до Грушок послано військо з гарматами, зокрема кірасирів 2-го саперного батальйону і курсантів підготовчої школи прапорщиків.
Володимир Винниченко і Л. Кондратович негайно поїхали до Оберучева з проханням не застосовувати зброї, а зачекати до 10 години ранку 8 липня, коли вони сподівалися отримати відповідь з Петрограда. Така відстрочка, на їхню думку, не мусила зашкодити, бо і на другий день полуботківців можна було так само втихомирити, визнавши їх полком, або примусивши силою скласти зброю.
У свою чергу, Оберучев відмовився скасувати своє розпорядження, посилаючись на те, що спинити війська, які уже вирушили і незабаром будуть у Грушках, неможливо. Після цієї звістки переговори були припинені і делегати-полуботківці, переконавшись, що Генеральний секретаріат нічого уже не зможе вдіяти, повернулися до Грушок, щоб запобігти можливій провокації та умовити полуботківців скласти зброю. Однак зазначили, що хоч вони не бажають кровопролиття, але не мають наміру здавати зброю Оберучеву, а лише Центральній Раді.
На двох автомобілях разом з делегацією полуботківців до Грушок виїхали від Генерального секретаріату Іван Стешенко та Борис Мартос з метою, щоб до прибуття посланого Костянтином Оберучевим війська умовити полуботківців скласти зброю не перед їхньою збройною силою, а перед моральним авторитетом Центральної Ради. Але на той час там уже розпочалась стрілянина.

### Роззброєння повстанців
Щодо ініціаторів сутичок у Грушках існують розбіжності. Та, очевидно, за тих обставин це вже було непринципове. У результаті зіткнень було вбито чотирьох солдатів-полуботківців, поранено трьох кірасирів і двох курсантів. Генеральним секретарям з великими труднощами вдалося вгамувати пристрасті.
Зрештою, в обстановці напруженого, та все ж спокою полуботківці надвечір 7 липня 1917 року стали здавати зброю солдатам полку імені Богдана Хмельницького. Лише до «Арсеналу» було відправлено 14 возів, наповнених конфіскованою зброєю.
Також у ніч на 8 липня 1917 року кірасири, що охороняли Сирецькі табори, здійснили трус у полуботківців, вилучили 5 кулеметів і значну кількість револьверів та пограбували особисті речі.
Зрештою, керівники повстання, бачачи безпорадне становище, дали згоду, щоб полк імені гетьмана Павла Полуботка пішов на Румунський фронт і відзначившись, намагався «при першій нагоді залишити фронт» і пробиватися в Україну. Таким чином повстанці вбачали можливість змити із себе тавро боягузів.

## Висилка полуботківців на фронт
8 липня 1917 року Генеральний секретаріат заслухав повідомлення Івана Стешенка та Бориса Мартоса про переговори з полуботківцями в Грушках 7 липня і про здачу полуботківцями зброї полкові імені Б. Хмельницького. Генеральні секретарі заявили, що, на їх думку, при відправці полуботківців на фронт їм слід видати посвідчення, у якому б зазначалось, що Центральна Рада визнає їх полком імені Полуботка і буде клопотатись про затвердження полку урядом. Іван Стешенко доповів про умови, на яких полуботківці згодились віддати зброю:
«1) Полк Ц. Р. визнає на папері і буде настоювати перед міністром і Ген. Штабом про затвердження полку; 2) Рада дає прапора; 3) Начальники остаються теперішні при полку і Ц. Р. буде клопотатись про їх затвердження (крім тих, проти затвердження котрих будуть подані важні причини); 4) 3 ешелонами одправляються члени Ц. Р. для обстоювання прав признаного полку; 5) Обмундирування видається до посадки; 6) До посадки робиться пильний огляд козаків, через те, що між козаками є багацько хворих; 7) Ц. Р. береться клопотать про жалування для козаків з 1-го червня; 8) При ешелонах повинна бути організована медична допомога; 9) Зброя, яка єсть при полку, оддається по наказу Ц. Р.; 10) Козаки видають всіх уголовних, видачі яких буде домагатись прокурор»
У свою чергу, Генеральний секретаріат ухвалив:
«Видати полуботківцям таке свідоцтво: „Ц. Р. цим посвідчує, що після того, як козаки з Грушок зложили зброю і увільнили себе од злочинних елементів, Ц. Р., приписуючи їм негайно іти на фронт, визнає можливим, щоб козаки пішли на фронт під назвою полку імені П. Полуботка, але не маючи права затвердити полк, буде клопотатись про затвердження його перед Временним Пр-вом. 2. Ген. Військ. Ком., як орган організаційний в справах військових, має подбати про те, щоб козаки з Грушок пішли до одної дивізії і, по-можливості, до одного полку, щоб тому полку було дано назву Полку імені П. Пол(убо)тка. 3. Коли право через обставини воєнного часу цього не зможе зробити, тоді козаки мають право вступити в ту військову одиницю, яку їм вкаже військова власть. 4. При ешелонах полуботківців мають бути командіровані представники Ц. Р. для спроводу полуботківців і полагодження справи на місці. 5. Дальше ведення справи з полуботківцями на основі зазначених вище постанов доручено Ген. Секретареві по справах військ. С. Петлюрі“»

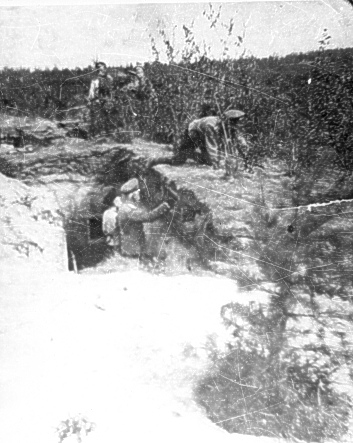
Війська Російської імперії на Румунському фронті

На засіданні Малої Ради 9 липня 1917 року було обговорено інцидент з полуботківцями, що стався в ніч на 8 липня. Для вивчення питання в Грушки виїжджали член Комітету Центральної Ради Чикаленко Левко і член Ради військових депутатів Михайло Авдієнко. Після їх повідомлень ухвалили звернутись до Генерального Секретаріату з запитанням, чи відомо йому, що обіцяних штабом військової округи полуботківцям грошей не дали, хліба також не дають, що кірасири учинили над ними грабунок, насильство та побої.
Загалом, історія з полуботківцями закінчилася досить буденно і тихо.
12 липня 1917 року о 9 годині ранку у Володимирському соборі було відправлено панахиду по «козаках Українського полку ім. гетьмана Павла Полуботка, яких вбили юнкери 6 й 7 липня…» Невдовзі після того основна маса полуботківців була переправлена на Румунський фронт. 14 липня 1917 року виїхала полкова канцелярія і старшини, начальники полку. Останній ешелон залишив Київ 29 липня.
Хоч Центральна Рада домоглася того, щоб полк відправлявся як єдине ціле, вручила солдатам свого прапора, виділила представників, щоб супроводжували ешелони до фронту, настрій у полуботківців був пригнічений. Очевидці зауважували:
«Залишаючи Київ вони (полуботківці) посилали прокляття Центральній Раді, і обіцяли допомогти більшовикам у боротьбі з Тимчасовим Урядом, якщо це знадобиться…»
На фронті ж їх відразу кинули у м'ясорубку. Полуботківці зазнали страшних втрат: станом на 9 лютого 1918 року полк імені Павла Полуботка становив 5 чоловік.

## Державне розслідування

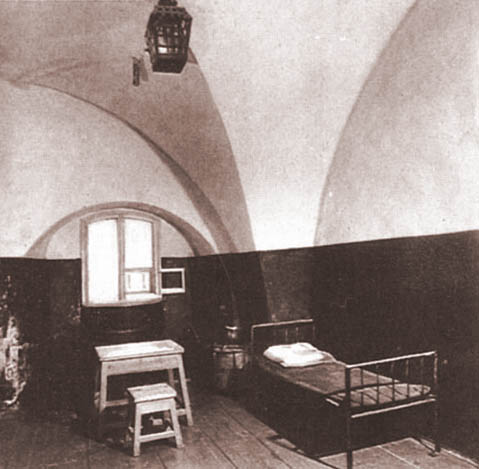
Одна із камер Косого Капоніра

З метою офіційного розслідування виступу полуботківців, для з'ясування винних і їх покарання до Грушок ще 9 липня 1917 року була споряджена чисельна слідча комісія. Досить швидко у слідчого з особливо важливих доручень А. Новоселицького, що керував дізнанням, зібрався цілий том свідчень, документів.
До справи були притягнуті полковий комітет у повному складі на чолі з його головою прапорщиком Майстренком (він, щоправда, зник) і всі сотенні командири, деякі рядові.
Спочатку притягнутим до відповідальності цивільні слідчі органи висунули звинувачення за 13 і 263 статтями уложення про покарання (повстання). Керувались при цьому припущенням, що полуботківців можна кваліфікувати як цивільних осіб, оскільки належать до невизнаного військовим начальством полку. Потім логіка міркувань, підходів змінилась. Оскільки полуботківці рекрутувались в значній мірі з рядових різних полків, що до того існували на законних підставах, їх вирішили вважати за таких, що перебувають на дійсній військовій службі. Слідство дійшло також висновку, що громадянські установи захоплювались полуботківцями «лише попутно, заради зарані виробленого плану захоплення всіх військових установ». У зв'язку з цим щодо притягнутих до відповідальності було встановлено склад злочину, який передбачався 110 статтею військового статуту, а саму справу зосередили у руках військових властей.
Заарештовані полуботківці були посаджені до найгіршої в'язниці — б. 16 Косого Капоніра Печерської фортеці. Військові патрулі всіляко знущалися над ними.
Надалі слідство просувалося повільно. Більшість політичних сил, офіційна влада були зацікавлені у тому, щоб «спустити його на гальмах». Ув'язнених звільнили без будь-якої мотивації лише у жовтні 1917 року.

## Офіційна пропаганда та арешт Міхновського
Незадовго після досягнення домовленостей з полуботківцями з подачі офіційної влади у тодішній пресі розпочалася пропагандистська кампанія, спрямована проти полуботківців. Газети ширили чутки про виступ полуботківців як про «бунт дезертирів, які боялися іти на фронт» і намагалися таким чином «врятувати свою шкуру». У зв'язку з полуботківцями почалася і кампанія з дискредитації самостійників з військового клубу імені Полуботка.
Зокрема 7 липня лояльна до Центральної Ради «Робітнича газета» опублікувала характерну статтю «Робота темних сил», де, зокрема, повідомлялося:
«Київ пережив ніч і кошмарний день. Тисяч п'ять темних, задурених, підбурених людей вийшли з свого закутку, напали серед ночі на город, зчинили страшенний заколот серед людности, кількох поранили, одного, здається, вбили. Виясняється, що це робилося за приводом таємних керівників.
Во ім'я чого?
Во ім'я особистих, потайних, нечистих намірів і цілей, що заховалися за спинами одурених ними людей. Це давня історія. Вона почалася ще з того часу, як один з членів клуба ім. гетьмана Полуботка підбурював зібраних на розпреділительному пункті солдат із Чернігова не слухатись Генерального Комітету і не йти на фронт, поки їх не буде сформовано в полк імені гетьмана Полуботка. Робота цього „оборонця“ дала таки свої наслідки: ми бачили їх вночі з 4 на 5 липня. Чого добивались людці, що вислали на город юрбу зголоднілих і намовлених ними солдат, угадати не трудно: чого хоче злодій, підпаливши будинок і нагнавши паніку на населення».
Центральна Рада, її соціалістичні лідери обіцяли принципову боротьбу за чистоту ідеалів українського руху, вважаючи, що з ліквідацією полуботківського конфлікту, від'їздом солдатів на фронт не виключена можливість нової, підбурливої агітації. І хоча у статті йшлося про «потайних винуватців», на увазі малися, очевидно, Микола Міхновський та його однодумці.

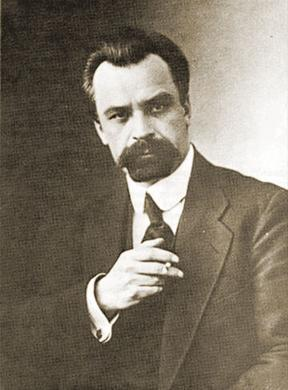
Володимир Винниченко

Лідери ЦР з самого початку не сприймали Міхновського, вважаючи його швидше «шкідливим елементом», тому загальна ситуація була використана і для розправи над ним. Вину Міхновського обґрунтовували двома аргументами: по-перше, план організації полку імені гетьмана Полуботка напрочуд нагадував план створення з ініціативи Міхновського полку імені Хмельницького. По-друге, обґрунтування дій повсталих багато у чому перекликалося з ідейною позицією Миколи Міхновського і його прихильників.
Як би там не було, але Миколу Міхновського заарештували за особистим наказом Володимира Винниченка і під ескортом військової жандармерії разом із полуботківцями вислали на Румунський фронт.

## Проблематика дослідження
Мало хто з дослідників революційних подій 1917 року не стикався з окремими, розрізненими фактами, згадками про сплеск солдатської стихії у Києві на початку липня. Адже у ці події було втягнуто більше 10 тис. лише озброєних солдатів, половина з яких, доведена до відчаю, перебувала у стані крайнього збудження, обурення. У тривожному чеканні неконтрольованого вибуху кияни провели кілька днів і ночей.
Але у той самий час не знайти і жодної публікації, автор якої намагався б викласти непростий, у чомусь таємничий сюжет без цілої низки застережень. Більшість же спеціалістів, стикаючись з очевидними труднощами, чинять ще простіше — або взагалі обходять цю тему, або ж передають скоромовкою, ледь згадують, не зважуючись на проникнення у глибинну суть однієї з маловивчених сторінок минулого. Головна причина тут полягає у тому, що у розпорядженні дослідників занадто вузька документальна база. Рух справді був стихійним. І хоча «критична маса» накопичувалась довго, у завершальній стадії він розвивався вибухоподібно та завершився швидкоплинно. Перебіг повстання, фактично, не зафіксовано бодай у якихось інформаційно-регламентаційних документах осіб, що стали на чолі виступу солдатів. Безславне ж його завершення, очевидно, призвело до того, що найактивніші учасники пізніше не бажали відтворювати у мемуарах цю досить неприємну сторінку своїх біографій.
Чи не тому у розпорядженні дослідників лише одна публікація безпосереднього учасника подій — полуботківця М. Падалки. У 1921 році Падалка зробив доповідь-реферат в Українському військово-історичному товаристві у Ченстохові, і опублікував її під однією і тією ж назвою у воєнно-науковому збірнику «До зброї», і окремим виданням на власний кошт у львівському видавництві «Діло».
Що ж до спогадів інших, то схоже, що для тогочасних політичних лідерів, зокрема, з Центральної Ради, виступ полуботківців став тією подією, закінчення якої чекають у нервовому напруженні, подією, яку згодом навіть згадувати не хочеться.

## Також дивіться
- Грушевський Михайло Сергійович
- Винниченко Володимир Кирилович
- Петлюра Симон Васильович
- Міхновський Микола Іванович
- Капкан Юрій Євгенович
- Оберучев Костянтин Михайлович
- Українська Центральна Рада
- Український генеральний військовий комітет
- Український військовий клуб імені гетьмана Павла Полуботка
- Київський військовий округ